# Mezentia acanthopyga
Mezentia acanthopyga är en insektsart som beskrevs av Rehn, J.A.G. 1938. Mezentia acanthopyga ingår i släktet Mezentia, och familjen Romaleidae. Inga underarter finns listade.